# Shīngel
Shīngel (persiska: شَنگيل, شَنگِل, شِنگيل, شینگل, Shangīl) är en ort i Iran.   Den ligger i provinsen Qazvin, i den nordvästra delen av landet, 190 km väster om huvudstaden Teheran. Shīngel ligger 1 761 meter över havet och antalet invånare är 319.
Terrängen runt Shīngel är huvudsakligen kuperad, men åt nordväst är den platt. Terrängen runt Shīngel sluttar norrut.Runt Shīngel är det ganska tätbefolkat, med 108 invånare per kvadratkilometer. Närmaste större samhälle är Ābgarm, 11,0 km nordväst om Shīngel. Trakten runt Shīngel består i huvudsak av gräsmarker.